# Dicranum planinervium
Dicranum planinervium là một loài rêu trong họ Dicranaceae. Loài này được Taylor mô tả khoa học đầu tiên năm 1848.